# 呉起県
呉起県（ごき-けん）は、中華人民共和国陝西省延安市に位置する県。

## 行政区画
- 街道:呉起街道
- 鎮:鉄辺城鎮、周湾鎮、白豹鎮、長官廟鎮、長城鎮、五穀城鎮、呉倉堡鎮、廟溝鎮